# Nhóc trùm
Nhóc trùm (The Boss Baby) là một phim hoạt hình 3D của Mỹ năm 2017, dựa trên cuốn sách tranh cùng tên năm 2010 của Marla Frazze. Bộ phim được sản xuất bởi DreamWorks Animation, đạo diễn bởi Tom McGrath và kịch bản bởi Michael McCullers. Với sự tham gia của các diễn viên lồng tiếng Alec Baldwin, Miles Christopher Bakshi, Steve Buscemi, Jimmy Kimmel, Lisa Kudrow, và Tobey Maguire. Bộ phim xoay quanh một cậu bé đặc vụ bí mật đang trong một cuộc chiến bí mật giữa trẻ em và những con cún.
Nhóc trùm công chiếu ở Miami Film Festival vào ngày 12 tháng 3 năm 2017, được phát hành bởi 20th Century Fox vào ngày 31, tháng 3 năm 2017 tại Mỹ, và ngày 31 tháng 3 năm 2017 tại Việt Nam.

## Cốt truyện
Tim Templeton (Tobey Maguire lồng giọng người lớn và Christopher Bakshi lồng giọng trẻ em) là một cậu bé 7 tuổi thích phiêu lưu và giàu trí tưởng tượng, cậu bé sống hạnh phúc với cha mẹ của mình, và mong muốn chỉ ba người họ sống với nhau. Tuy nhiên, một ngày nọ, Tim ngạc nhiên khi thấy một đứa trẻ xuất hiện ở nhà mình và được bố mẹ gọi là em trai. Tim cảm thấy ghen tị bởi bố mẹ dường như dành hết tình thương cho đứa nhỏ mà không thèm chú ý đến sự bất thường lặt vặt xung quanh nó,cậu cố gắng thuyết phục cha mẹ nhưng chỉ nhận được câu trả lời rằng một ngày nào đó, cậu sẽ yêu thương em trai bằng cả trái tim mình.
Ngay sau đó, Tim vô tình biết được đứa bé có thể nói chuyện như một người lớn và nó tự giới thiệu mình là 'Sếp' (the Boss). Nhìn thấy một cơ hội để loại bỏ đứa bé, Tim ghi âm lại cuộc nói chuyện giữa 'Sếp' với những đứa nhỏ khác, đang ở nhà Tim tổ chức một cuộc họp (dưới vỏ bọc của một ngày vui chơi của những ông bố bà mẹ) về việc tại sao những con cún lại nhận được nhiều tình yêu hơn trẻ sơ sinh. Nhóc trùm và những đứa nhỏ khác bắt gặp Tim đang ghi âm cuộc họp và sau đó là cảnh rượt đuổi ở sân sau và trong nhà, nó kết thúc khi Nhóc trùm đe dọa sẽ xé nát con cừu nhồi bông Lamb-Lamb mà Tim thích nhất. Không có chứng cứ, Tim sau đó không thể thuyết phục được cha mẹ và trải qua thời gian bị cấm túc.
Nhóc trùm ép Tim ngậm một núm vú giả, thứ đưa họ đến Baby Corp, một nơi mà những đứa trẻ sơ sinh với tâm trí như người lớn đang làm việc để bảo vệ tình yêu với trẻ sơ sinh ở khắp nơi. Nhóc trùm giải thích cho Tim, nó đang được giao một nhiệm vụ là tìm kiếm nguyên nhân tại sao những con cún đang nhận được nhiều tình yêu hơn trẻ sơ sinh, nó đã thâm nhập vào nhà Tim bởi vì bố mẹ Tim làm việc cho Puppy, một công ty sắp tổ chức ngày hội "Đưa con đến nơi làm việc" của nhân viên. Đứa bé cũng giải thích cho Tim rằng nó có tâm trí trưởng thành vì uống 'Secret Baby Formula', thứ cho phép một đứa trẻ có tâm trí như một người lớn, nhưng nếu không uống nó một thời gian, chúng sẽ trở về thành một đứa trẻ bình thường. Tim đồng ý giúp đứa bé chỉ vì muốn sớm tống nó ra khỏi nhà, nhưng sau những nguy hiểm và thử thách phải trải qua, cả hai dần học được những bài học quý và bắt đầu biết cách để yêu thương nhiều hơn.

## Diễn viên lồng tiếng

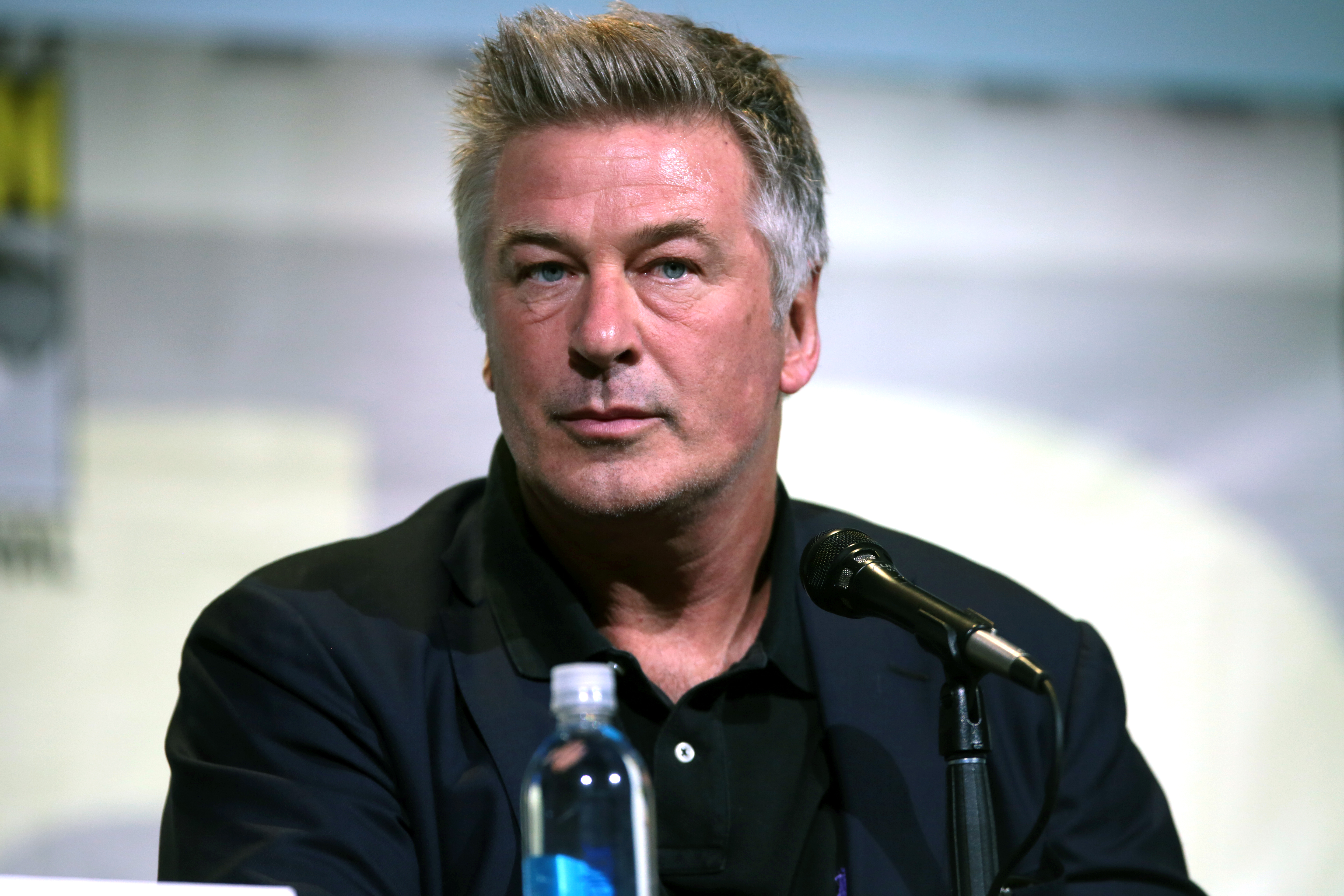
Alec Baldwin vào năm 2016 San Diego Comic-Con

- Miles Christopher Bakshi trong vai Tim Templeton,[4] anh trai 7 tuổi của Nhóc trùm[5]
  - Tobey Maguire trong vai Tim trưởng thành, người kể truyện[6]
- Alec Baldwin trong vai Nhóc trùm
- Steve Buscemi trong vai Francis E. Francis, CEO của công ty Puppy.[7]
- Jimmy Kimmel trong vai bố Ted Templeton
- Lisa Kudrow trong vai mẹ Janice Templeton
- Conrad Vernon trong vai Eugene Francis

## Sản xuất

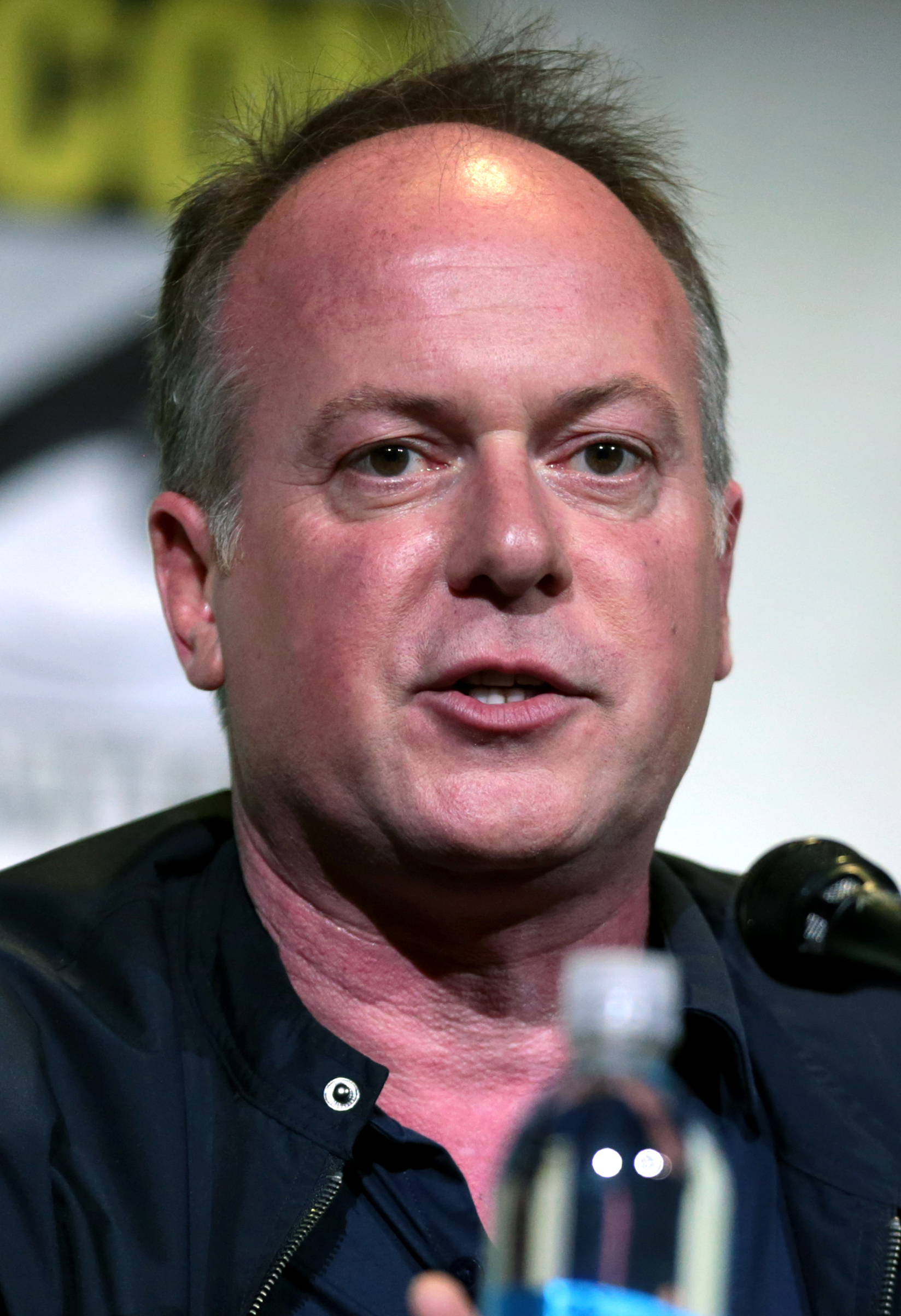
Đạo diễn Tom McGrath vào năm 2016 San Diego Comic-Con

Vào ngày 12 tháng 6, năm 2014, DreamWorks Animation công bố kế hoạch để phát hành phim vào ngày 18 tháng 3 năm 2016, với sự đạo diễn của Tom McGrath. Vào ngày 30 tháng 9 năm 2014, Alec Baldwin và Kevin Spacey tham gia bộ phim, Baldwin sẽ vào vai một em bé và Spacey sẽ vào vai nhân vật phản diện. Ramsey Naito và Denise Cascino sẽ sản xuất phim dựa trên một kịch bản của Michael McCullers. Vào tháng 11 năm 2014, đã có thông báo rằng Nhóc trùm đã được rời lịch chiếu và thay thế bằng Kung Fu Panda 3, với một ngày phát hành chưa được công bố. Vào ngày 22 tháng 1 năm 2015 ngày phát hành của bộ phim chính thức được định vào ngày 13 tháng 1 năm 2017, và trong tháng 9 năm 2015, tiếp tục được dời tới ngày 10 tháng 3 năm 2017, sau ngày công chiếu Captain Underpants: The First Epic Movie. Trong tháng 6 năm 2016, dàn diễn viên đã được công bố thêm, trong đó Steve Buscemi sẽ thay thế Spacey, và ngày phát hành được dời lại một lần nữa vào ngày 31 tháng 3 năm 2017.

## Phát hành
Bộ phim được phát hành ở Liên hoan phim Miami vào ngày 12 tháng 3 năm 2017, và sau đó đã được phát hành tại Hoa Kỳ vào ngày 31 tháng 3 năm 2017, bởi 20th Century Fox, đồng thời phát hành tại Việt Nam cùng ngày.

### Doanh thu
Tại Hoa Kỳ và Canada, Nhóc trùm được công chiếu cùng với Ghost in the Shell, và dự kiến sẽ thu về 30 triệu đô la Mỹ từ 3.773 rạp chiếu trong tuần đầu tiên.

### Phản ứng
Trên hệ thống tổng hợp kết quả đánh giá Rotten Tomatoes, Nhóc trùm có rating là 42% dựa trên 73 đánh giá, với điểm số 5,2/10.